# 5 Dywizja Piechoty (austro-węgierska)
5 Dywizja Piechoty (5. ITD) – wielka jednostka piechoty cesarskiej i królewskiej Armii.
5 Dywizja Piechoty wchodziła w skład 1 Korpusu stacjonującego w Krakowie. Komenda stacjonowała w Ołomuńcu.
Organizacja pokojowa w 1911 roku
- 9 Brygada Piechoty (9. IBrig.) w Ołomuńcu
  - Pułk Piechoty Nr 3 (IR. 3)
  - Pułk Piechoty Nr 54 (IR. 54)
  - Oddział Sanitarny Nr 6 (SanAbt. 6)
- 10 Brygada Piechoty (10. IBrig.) w Opawie
  - Pułk Piechoty Nr 1 (IR. 1)
  - Pułk Piechoty Nr 93 (IR. 93)
  - Pułk Piechoty Nr 100 (IR. 100)
- Pułk Armat Polowych Nr 2 (FKR. 2)
- Pułk Armat Polowych Nr 3 (FKR. 3)

W 1912 roku dokonano kolejnych zmian w składzie 5 i 12 Dywizji Piechoty:
- Pułk Piechoty Nr 93 został przeniesiony z 10 do 9 Brygady Piechoty,
- Pułk Piechoty Nr 3 został przeniesiony z 9 do 23 Brygady Piechoty,
- Pułk Piechoty Nr 1 został przeniesiony z 10 do 23 Brygady Piechoty,
- Pułk Piechoty Nr 13 został przeniesiony z 23 do 10 Brygady Piechoty[2][3].

W 1913 roku w skład 10 Brygady Piechoty został włączony Pułk Piechoty Nr 1, który dotychczas podlegał komendantowi 23 Brygady Piechoty, natomiast Pułk Piechoty Nr 100 został podporządkowany 23 Brygadzie Piechoty.
Organizacja pokojowa w latach 1913–1914
- 9 Brygada Piechoty w Ołomuńcu
  - IR. 54 w Ołomuńcu
  - IR. 93 w Krakowie
  - SanAbt. 6 w Ołomuńcu
- 10 Brygada Piechoty w Opawie
  - IR. 1 w Krakowie
  - IR. 13 w Opawie
- FKR. 2 w Ołomuńcu
- FKR. 3 w Krakowie

Organizacja wojenna w sierpniu 1914 roku
- 9 Brygada Piechoty (IR. 54 i IR. 93)
- 10 Brygada Piechoty (IR. 1 i IR. 13)
- 5 Brygada Artylerii Polowej (5. FABrig.)
  - komendant brygady – płk Aleksander Truszkowski
  - Pułk Armat Polowych Nr 3 – płk Paweł Cyrus-Sobolewski
  - 1. dywizjon Pułku Haubic Polowych Nr 1
- Dywizjon Kawalerii (1. i 2. szwadron Pułku Ułanów Obrony Krajowej Nr 4)

## Kadra
Komendanci dywizji
- FML Simon Ernst Schwerdtner von Schwertburg ( – 1914 → generał przydzielony do Komendy 8 Korpusu)
- GM / FML Karl Scotti (1914)

Komendanci 9 Brygady Piechoty
- GM Gustav Smekal ( – IX 1914 → komendant 45 Dywizji Piechoty Obrony Krajowej)
- GM Feliks Cyrus-Sobolewski (IX 1914 – I 1915)
- płk Ernst Wossala (1915 → Komenda 8 Brygady Górskiej)

Komendanci 10 Brygady Piechoty
- GM Richard Kutschera (1911 – †24 VIII 1914 Kraśnik[5])
- płk Adalbert von Kaltenborn (1915)

Szefowie sztabu
- mjr SG Felix von Turner (1914)